# Lou Adler
Pour les articles homonymes, voir Adler.
Lou Adler, né le 13 décembre 1933 à Chicago, est un producteur de musique américain, qui a notamment travaillé avec Johnny Rivers, The Mamas and the Papas et Carole King dans les années 1960 et 1970.
En 1967, il organise le Festival international de musique pop de Monterey avec John Phillips, membre des The Mamas & the Papas et le publicitaire Derek Taylor.
Il a produit le film culte The Rocky Horror Picture Show (1975), et sa suite, Shock Treatment (1981) ainsi que son hommage, The Rocky Horror Picture Show: Let's Do the Time Warp Again (2016).
Il a réalisé les films Up in smoke (Faut trouver le joint en français) avec Cheech and Chong en 1978 et Ladies and Gentlemen, The Fabulous Stains en 1981.

## Albums produits
- Johnny Rivers
  - At the Whisky à Go Go (1964)
  - Here We à Go Go Again! (1964)
  - In Action (1964)

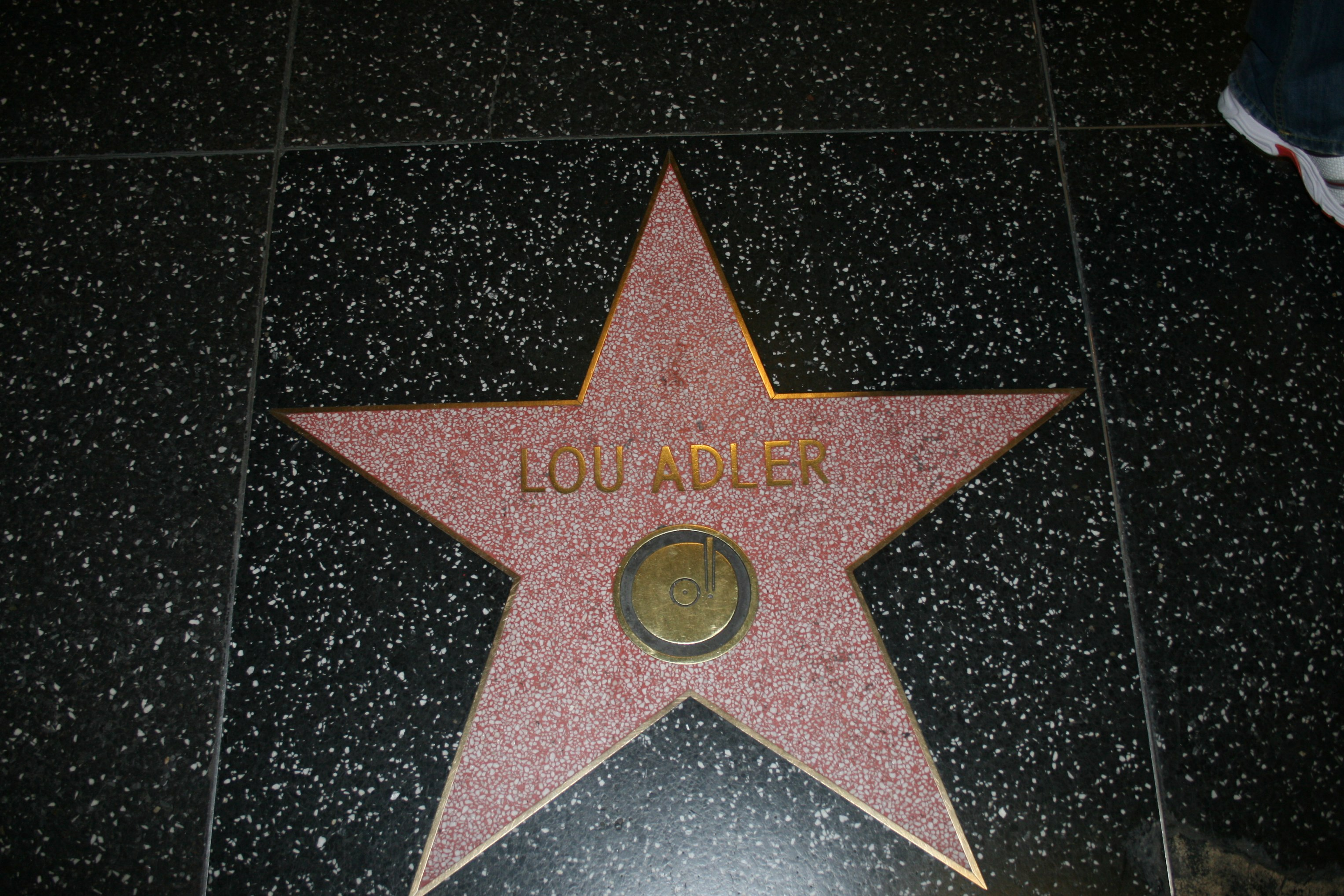
L'étoile de Lou Adler sur le Hollywood Walk of Fame.

  - Meanwhile Back at the Whisky à Go Go (1965)
  - ...And I Know You Wanna Dance (1966)
- The Mamas and the Papas
  - If You Can Believe Your Eyes and Ears (1966)
  - The Mamas & the Papas (1966)
  - Deliver (1967)
  - The Papas and the Mamas (1968)
- Scott McKenzie
  - The Voice of Scott McKenzie (1967)
- Spirit
  - Spirit (1968)
  - The Family That Plays Together (1968)
  - Clear (1969)
- John Phillips
  - John Phillips (John, the Wolf King of L.A.) (1970)
- Carole King
  - Tapestry (1971)
  - Music (1971)
  - Rhymes and Reasons (1972)
  - Fantasy (1973)
  - Wrap Around Joy (1974)
  - Really Rosie (1975)
  - Thoroughbred (1976)